# Assouline Publishing
Assouline Publishing is een Amerikaanse uitgeverij, gesticht in 1994 in Frankrijk. Het is gekend als een luxeboekenmerk.

## Geschiedenis
Prosper en Martine Assouline begonnen het bedrijf in 1994 in de kelder van hun appartement om na één jaar zich te vestigen in de rue Danielle Casanova te Parijs.
La Colombe d'Or was het eerste boek van de firma en ging over de geschiedenis van een hotel in Zuid-Frankrijk. De eerste reeks, the Memoire collection werd in 1996 uitgegeven. Deze werd in 10 talen uitgegeven.
In 2007 werd de uitgeverij verhuisd naar New York.

## Erkentelijkheden
- 2011 - Ridder in Orde van Kunsten en Letteren (Franse Ministerie van Cultuur)
- 2016 - Art de Vivre-prijs (French Institute Alliance Française)